# ホーカー・シドレー

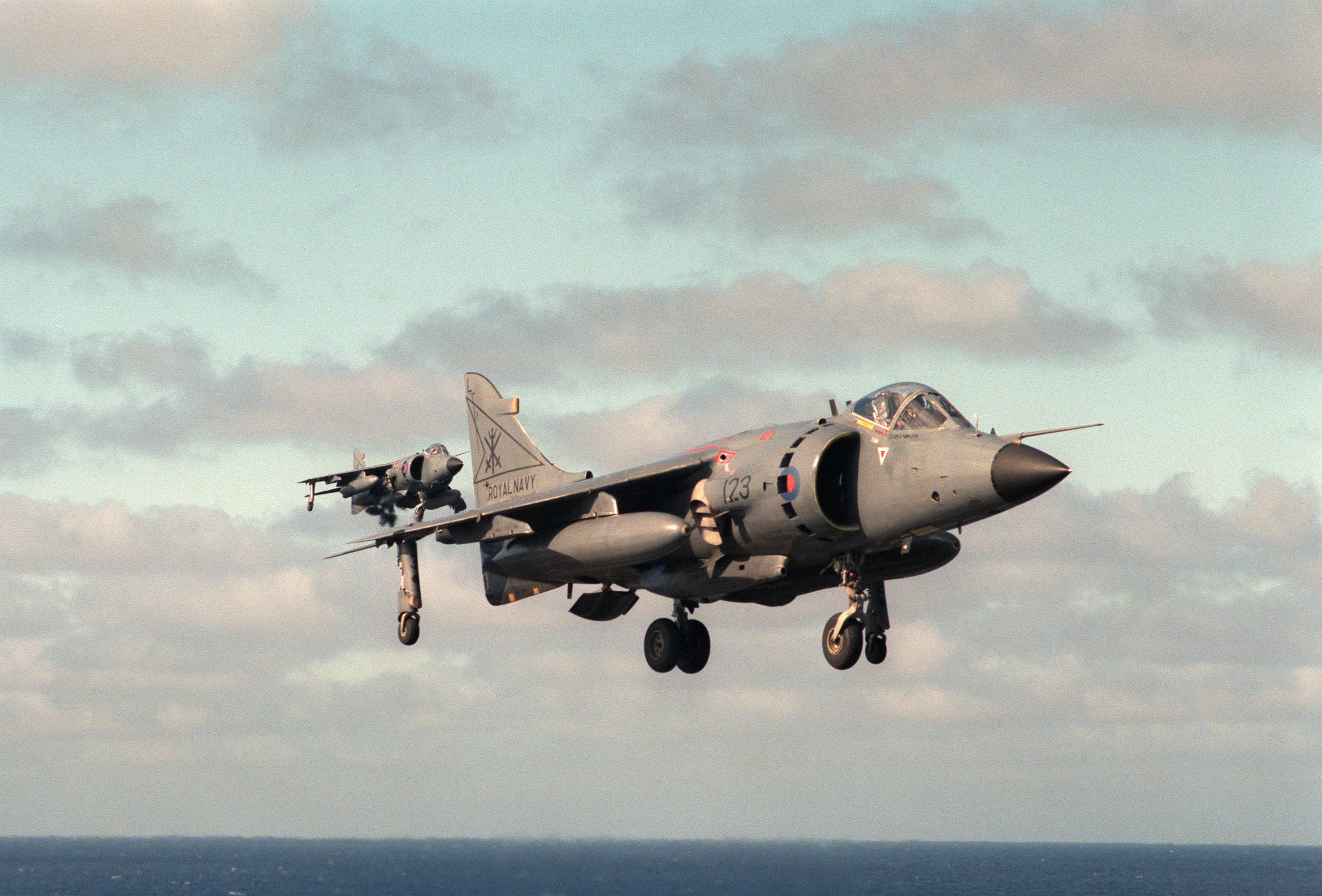
シーハリアー FRS.1

ホーカー・シドレー・グループ (Hawker Siddeley Group) はイギリスの企業。航空機メーカーであるホーカー・エアクラフト社がアームストロング・シドレーとアームストロング・ホイットワースを合併してホーカー・シドレー・エアクラフト (Hawker Siddeley Aircraft) が誕生。1955年からはホーカー・シドレーは企業グループとなった。
ホーカー・シドレーで設計されたハリアー戦闘機は、マクドネル・ダグラス社の参入によって発展し続け、ハリアー IIとして現在も運用されている。

## 歴史
1933年にホーカー・エンジニアリング (H.G. Hawker Engineering) 社が創立され、翌1934年にはホーカー・エアクラフト社への改名した。1935年にホーカー・エアクラフト社のジョン・ダベンポート・シドレーが、アブロを傘下に置くと同時にエンジンなどを製造するアームストロング・シドレーと航空機メーカーのアームストロング・ホイットワース、グロスター・エアクラフトを買い取り、ホーカー・シドレー・エアクラフト社に社名を変えた。1945年にはヴィクトリー・エアクラフト社をカナダ政府から買い取り、アブロ・カナダの社名で子会社化した。
1955年、ホーカー・シドレーはホーカー・シドレー・グループ (Hawker Siddeley Group) となり、航空機部門はホーカー・シドレー・アビエーションとして知られるようになった。1950年代後半から航空機の契約数減少に伴うイギリス政府の決定で、ホーカー・シドレーは1960年にデ・ハビランドとブラックバーン・エアクラフト、フォーランド・エアクラフトを獲得した。これまで傘下企業は自社の名で自社の製品を製造、販売していたが、印象の一新と売り込みのため1963年からホーカー・シドレー、またはHSの名称を使い始めた。しかし、ホーカー・シドレー・グループは、1977年にイギリス政府によって国営化され、スコティッシュ・アビエーション、ブリティッシュ・エアクラフト・コーポレーションと統合されてブリティッシュ・エアロスペース (BAe) となった。BAeは1980年からホーカー・シドレー系列の会社を何社か設立しており、1993年にジェット機の製造ラインをアメリカ合衆国のレイセオン社に売却した。ただし、現在ホーカー・シドレーはスイッチギア (HSS, Hawker Siddeley Switchgear) とパワー・トランスフォーマーズ (Hawker Siddeley Power Transformers) の2社のみに名を残している。

## 製品

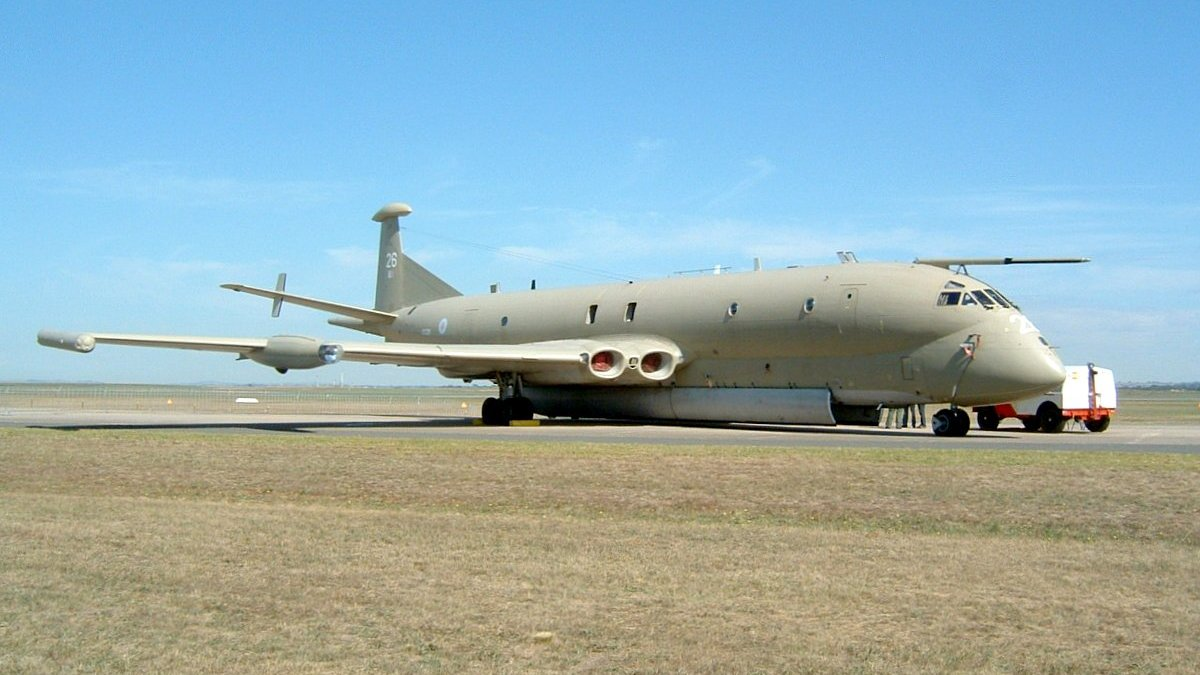
ニムロッド MR.2

- ホーカー・シドレー トライデント (1962) 原型はデ・ハビランド DH.121
- ホーカー・シドレー HS.125 (1962) 原型はデ・ハビランド DH.125
- BAe 146 (1981) 原型はデ・ハビランド DH.146 計画は一時中断されたがBAeの元で続行された。
- ホーカー・シドレー HS.748, 1960（アブロ）
- ホーカー・シドレー トライデント, 1962 (BAe)
- ケストレル (1964) - ホーカーの計画
- ホーカー・シドレー アンドーヴァー (1965) HS748の軍用仕様
- P.1154 - 超音速垂直離着陸戦闘機、1965年計画中止
- ホーカー・シドレー ハリアー, 1966（BAE/ボーイング）
- ホーカー・シドレー ニムロッド, 1967 (BAE) デ・ハビランド コメットの軍用改良型
- ホーカー・シドレー ホーク, 1974 (BAE)
- ブラックバーン バッカニア - 原型はブラックバーン バッカニア。ホーカーシドレーは複数の S Mk.2B 航空機を生産
- アームストロング・ホイットワース AW.681 STOL輸送機開発計画 HS.681として改名、開発途中で中止。